# Lijst van nummer 1-hits in Frankrijk in 2000
Deze hits stonden in 2000 op nummer 1 in de SNEP Single Top 100, de bekendste hitlijst in Frankrijk.
| Datum        | Artiest                                           | Titel                            |
| ------------ | ------------------------------------------------- | -------------------------------- |
| 1 januari    | Lou Bega                                          | Mambo no. 5 (A little bit of...) |
| 8 januari    | Lou Bega                                          | Mambo no. 5 (A little bit of...) |
| 15 januari   | Eiffel 65                                         | Move your body                   |
| 22 januari   | Eiffel 65                                         | Move your body                   |
| 29 januari   | Hélène Segara                                     | Il y a trop de gens qui t'aiment |
| 5 februari   | Eiffel 65                                         | Move Your Body                   |
| 12 februari  | Eiffel 65                                         | Move Your Body                   |
| 19 februari  | Hélène Segara                                     | Il y a trop de gens qui t'aiment |
| 26 februari  | Tom Jones & Mousse T.                             | Sex bomb                         |
| 4 maart      | Tom Jones & Mousse T.                             | Sex bomb                         |
| 11 maart     | Tom Jones & Mousse T.                             | Sex bomb                         |
| 18 maart     | Tom Jones & Mousse T.                             | Sex bomb                         |
| 25 maart     | Tom Jones & Mousse T.                             | Sex bomb                         |
| 1 april      | Tom Jones & Mousse T.                             | Sex bomb                         |
| 8 april      | Tom Jones & Mousse T.                             | Sex bomb                         |
| 15 april     | Yannick                                           | Ces soirées-là                   |
| 22 april     | Yannick                                           | Ces soirées-là                   |
| 29 april     | Yannick                                           | Ces soirées-là                   |
| 6 mei        | Yannick                                           | Ces soirées-là                   |
| 13 mei       | Yannick                                           | Ces soirées-là                   |
| 20 mei       | Yannick                                           | Ces soirées-là                   |
| 27 mei       | Yannick                                           | Ces soirées-là                   |
| 3 juni       | Yannick                                           | Ces soirées-là                   |
| 10 juni      | Yannick                                           | Ces soirées-là                   |
| 17 juni      | Yannick                                           | Ces soirées-là                   |
| 24 juni      | Yannick                                           | Ces soirées-là                   |
| 1 juli       | Yannick                                           | Ces soirées-là                   |
| 8 juli       | Yannick                                           | Ces soirées-là                   |
| 15 juli      | Yannick                                           | Ces soirées-là                   |
| 22 juli      | Yannick                                           | Ces soirées-là                   |
| 29 juli      | Santana & the Product G&B                         | Maria Maria                      |
| 5 augustus   | Santana & the Product G&B                         | Maria Maria                      |
| 12 augustus  | Santana & the Product G&B                         | Maria Maria                      |
| 19 augustus  | Santana & the Product G&B                         | Maria Maria                      |
| 26 augustus  | Philippe d'Avilla, Damien Sargue & Grégori Baquet | Les rois du monde                |
| 2 september  | Philippe d'Avilla, Damien Sargue & Grégori Baquet | Les rois du monde                |
| 9 september  | Philippe d'Avilla, Damien Sargue & Grégori Baquet | Les rois du monde                |
| 16 september | Philippe d'Avilla, Damien Sargue & Grégori Baquet | Les rois du monde                |
| 23 september | Philippe d'Avilla, Damien Sargue & Grégori Baquet | Les rois du monde                |
| 30 september | Philippe d'Avilla, Damien Sargue & Grégori Baquet | Les rois du monde                |
| 7 oktober    | Philippe d'Avilla, Damien Sargue & Grégori Baquet | Les rois du monde                |
| 14 oktober   | Philippe d'Avilla, Damien Sargue & Grégori Baquet | Les rois du monde                |
| 21 oktober   | Philippe d'Avilla, Damien Sargue & Grégori Baquet | Les rois du monde                |
| 28 oktober   | Philippe d'Avilla, Damien Sargue & Grégori Baquet | Les rois du monde                |
| 4 november   | Philippe d'Avilla, Damien Sargue & Grégori Baquet | Les rois du monde                |
| 11 november  | Philippe d'Avilla, Damien Sargue & Grégori Baquet | Les rois du monde                |
| 18 november  | Daft Punk                                         | One more time                    |
| 25 november  | Philippe d'Avilla, Damien Sargue & Grégori Baquet | Les rois du monde                |
| 2 december   | Philippe d'Avilla, Damien Sargue & Grégori Baquet | Les rois du monde                |
| 9 december   | Philippe d'Avilla, Damien Sargue & Grégori Baquet | Les rois du monde                |
| 16 december  | Philippe d'Avilla, Damien Sargue & Grégori Baquet | Les rois du monde                |
| 23 december  | Philippe d'Avilla, Damien Sargue & Grégori Baquet | Les rois du monde                |
| 30 december  | Alizée                                            | L'Alizé                          |